# Cascina
Cascina és un municipi italià, situat a la regió de la Toscana i a la província de Pisa.
Cascina limita amb els municipis de Calcinaia, Collesalvetti, Crespina, Lari, Pisa, Pontedera i Vicopisano.

## Galeria

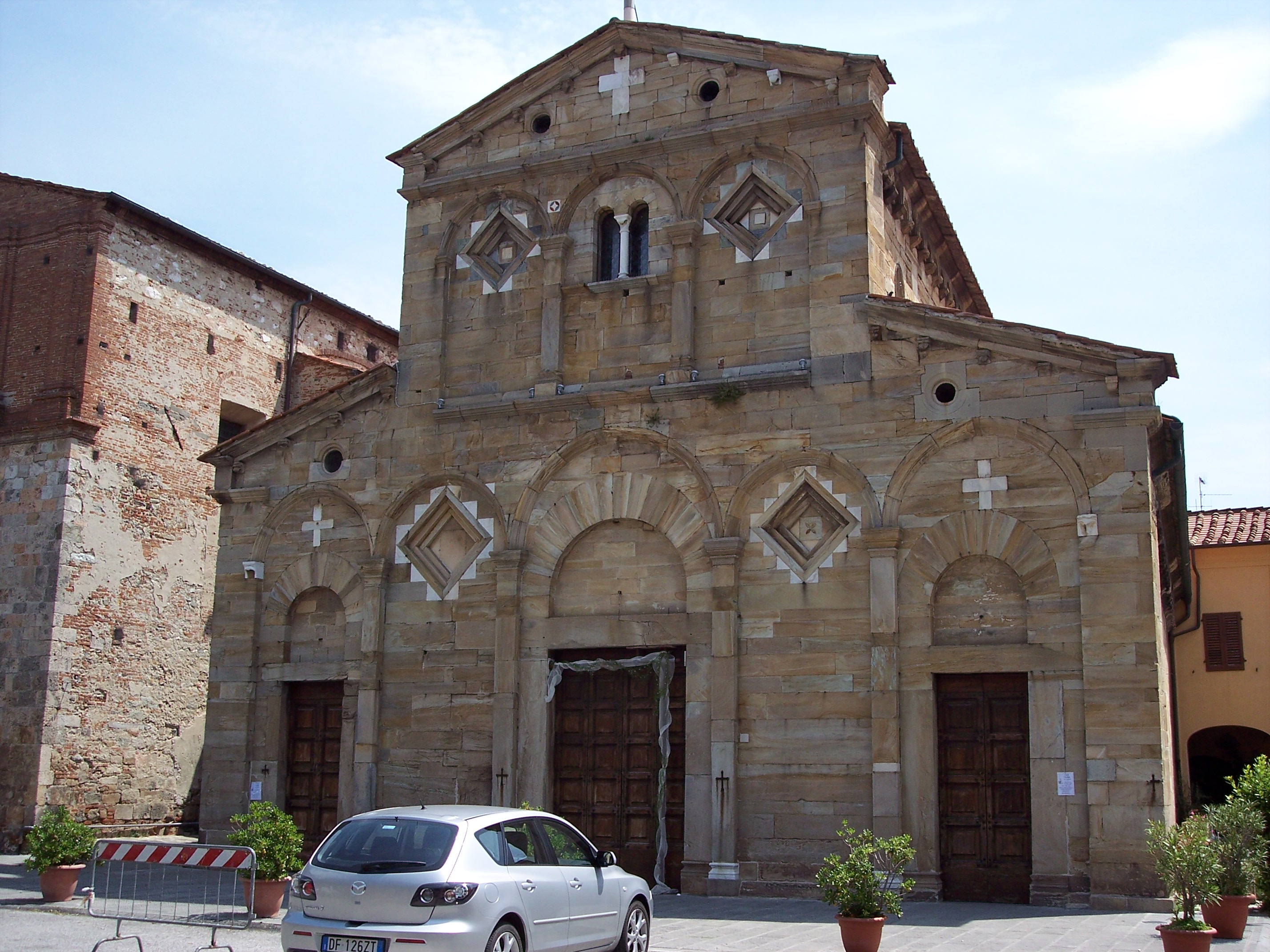
Església de Sta. Maria
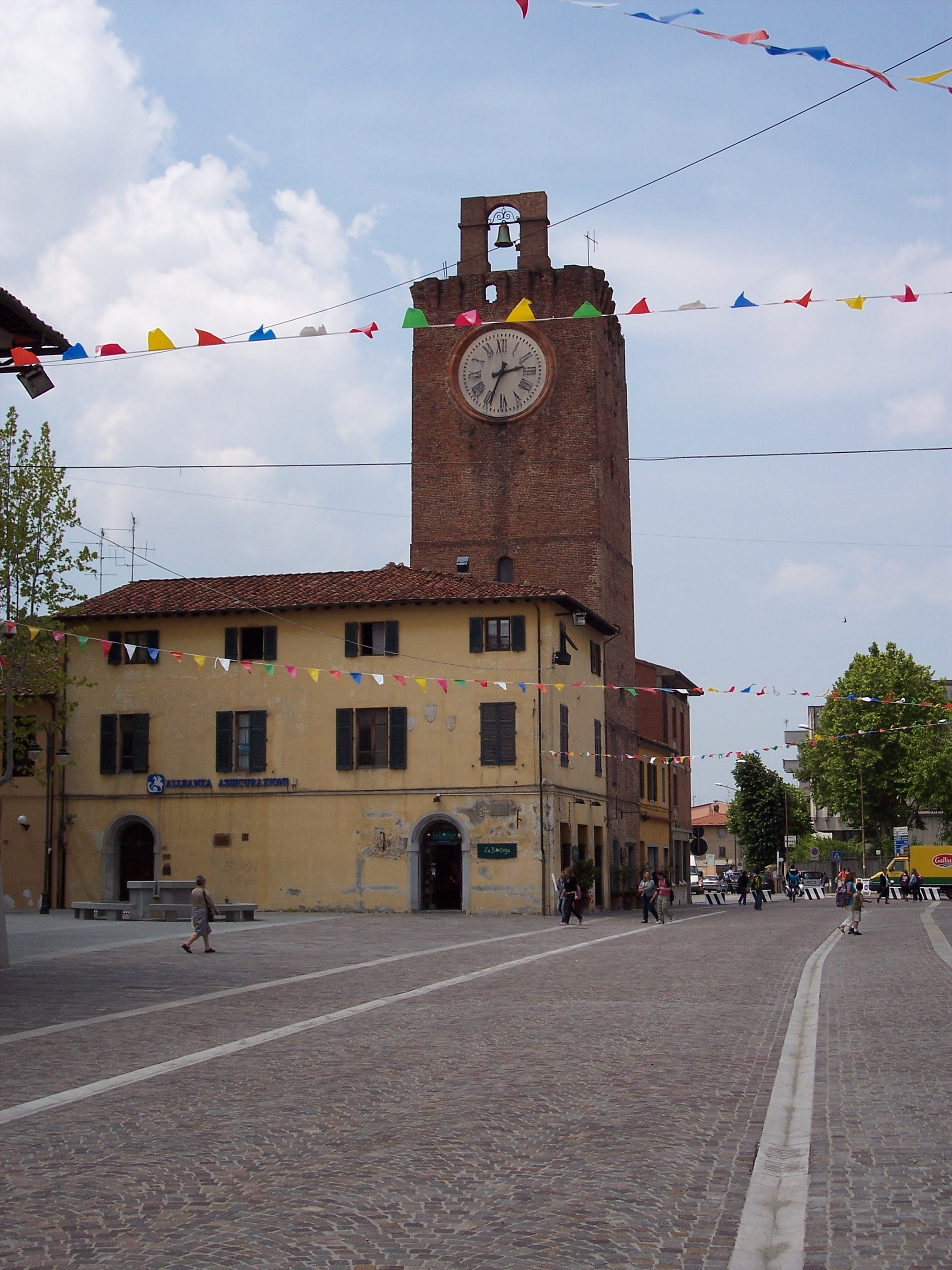
Torre cívica